# Reicholdsgrün
Reicholdsgrün ist ein Gemeindeteil der Stadt Kirchenlamitz im Landkreis Wunsiedel im Fichtelgebirge (Oberfranken, Bayern).
Das Dorf liegt an einer Verbindungsstraße zwischen Neumühle und Großschloppen, die zwischen Kirchenlamitz und Weißenstadt in die Kreisstraße WUN 1 mündet. 
Der Buchberg samt FFH-Schutzgebiet findet sich in der Nähe des Ortes.
Reicholdsgrün hatte von 1818 bis zu seiner Eingemeindung einen eigenen Bürgermeister. Neben dem Hauptort bestand es aus den Gemeindeteilen Fichtenhammer, Fronlohe, Großschloppen, Grub, Hinteres Buchhaus, Kleinschloppen 
und Neudorf. Am 31. Dezember 1977 wurde die Gemeinde aufgelöst. Fronlohe und Grub kamen zu Weißenstadt und Neudorf zu Marktleuthen, die restlichen Ortsteile wurden nach Kirchenlamitz eingegliedert.
Der Ortskern von Reicholdsgrün steht als Ensemble unter Denkmalschutz. Zwar brannte der mittelalterliche Ort 1750 vollständig ab und weitere Brände folgten 1778, 1852 und 1892, dennoch blieb der Charakter als Zeilendorf ausgeprägt erhalten, was durch den vereinheitlichten Wiederaufbau weiter unterstrichen wurde. Markant sind zahlreiche Brunnentröge aus Granit, die unter Denkmalschutz stehen.